# Eyota
Eyota é uma cidade localizada no estado americano de Minnesota, no Condado de Olmsted.

## Demografia
Segundo o censo americano de 2000, a sua população era de 1644 habitantes.
Em 2006, foi estimada uma população de 1738, um aumento de 94 (5.7%).

## Geografia
De acordo com o United States Census Bureau tem uma área de
4,0 km², dos quais 4,0 km² cobertos por terra e 0,0 km² cobertos por água. Eyota localiza-se a aproximadamente 352 m acima do nível do mar.

## Localidades na vizinhança
O diagrama seguinte representa as localidades num raio de 20 km ao redor de Eyota.